# Remington Arms

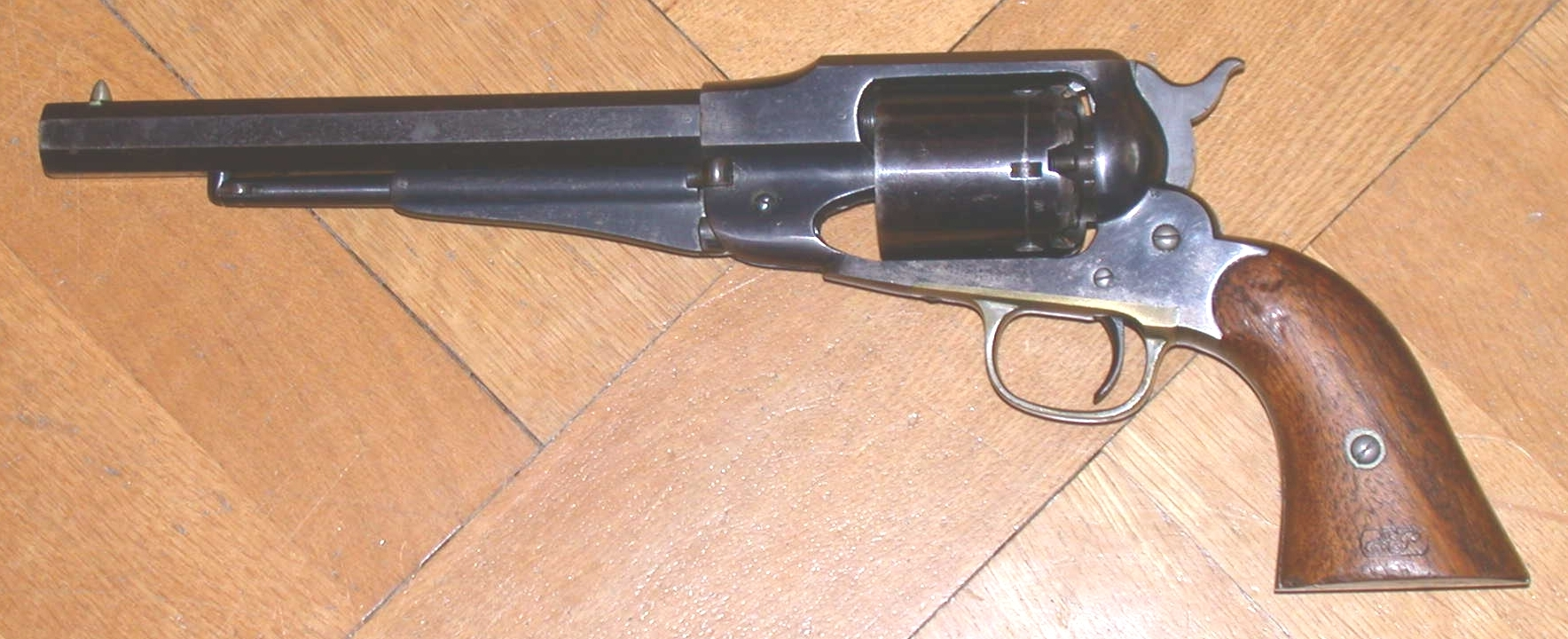
Remington New Model Army, cal. 44, fabriqué 1863 - 1875

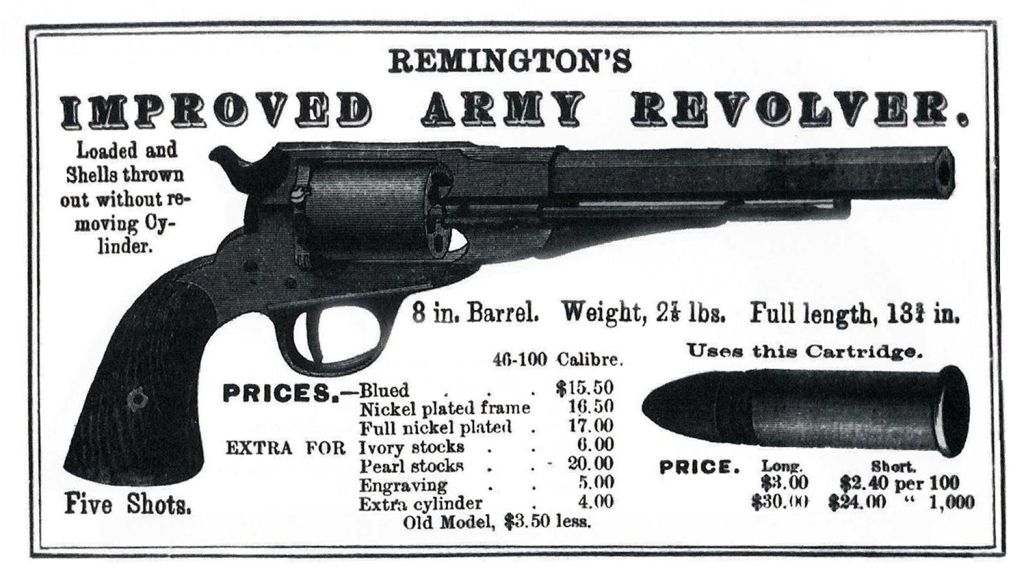
Remington .46 Conversion

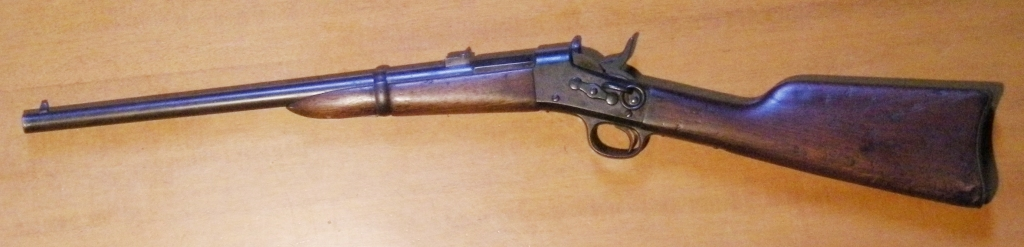
Remington Rolling Block Carbine 1867

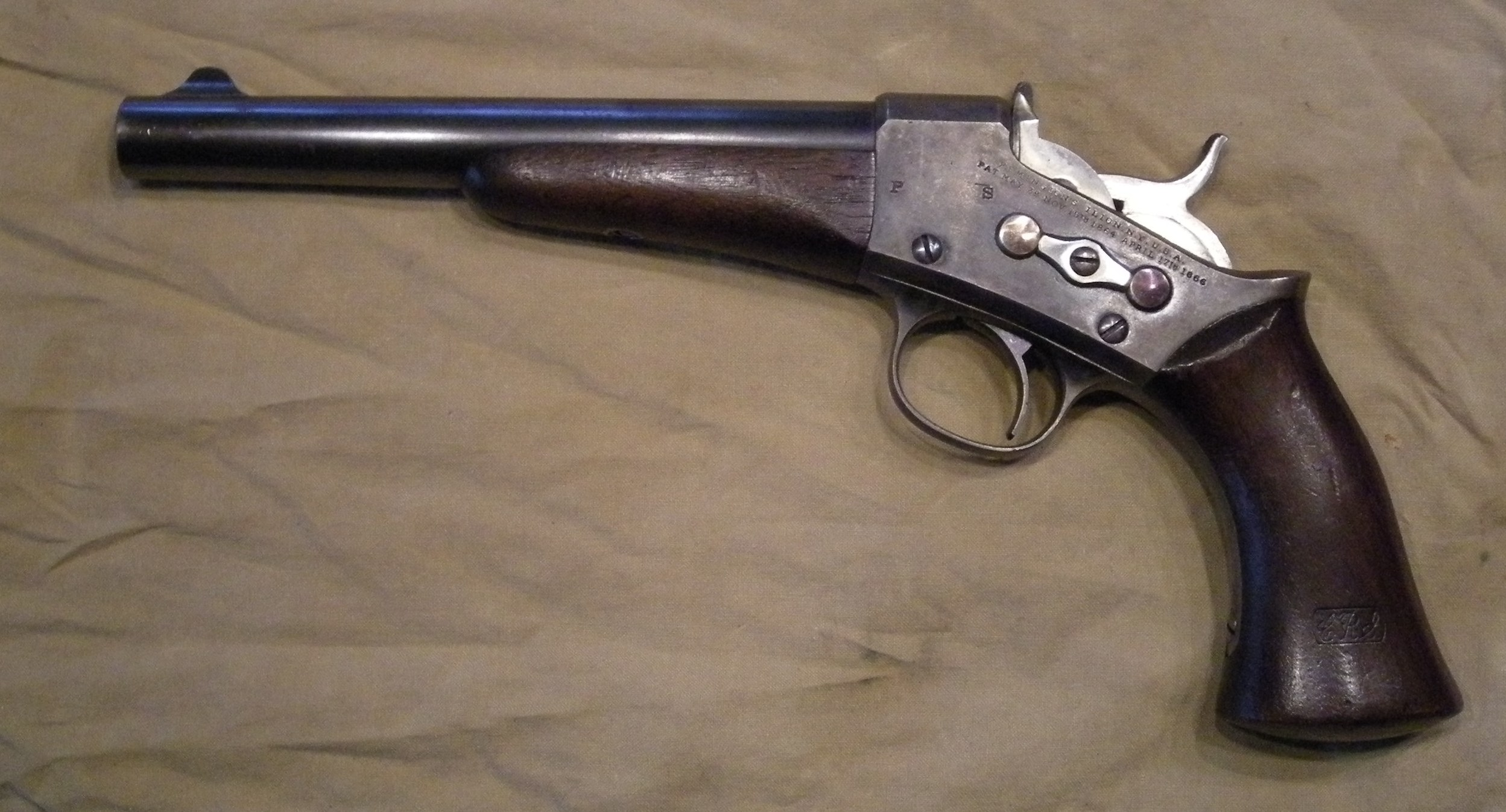
Remington 1871 Army Rolling Block Pistol

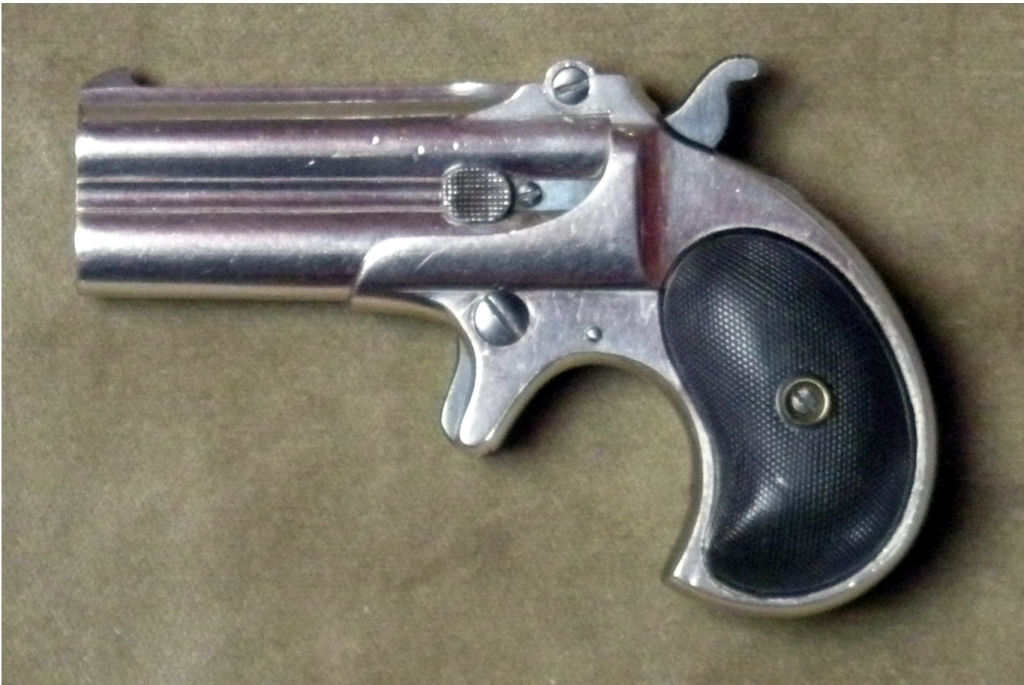
Remington Double Deringer cal .41 Rimfire

Remington Arms était un fabricant américain d'armes à feu (carabines de chasses et leurs versions militaires, fusil, pistolets) et de munitions. La société a été fondée en 1816 par Eliphalet Remington à Ilion, dans l'État de New York, sous le nom E. Remington and Sons. En 2018, l'entreprise était décrite comme le plus ancien fabricant d'armes américain. Ses produits sont actuellement vendus dans plus de 60 pays.
Remington a été racheté par le fonds Cerberus Capital Management en 2007 et se trouvait en situation de faillite en 2018.

## Histoire

### Un succès rapide
Remington a été fondée en 1816 par Eliphalet Remington II, qui avait la conviction de pouvoir fabriquer un fusil meilleur que ceux qu'il pouvait acheter. Les fermiers de la région étaient réputés pour leur autonomie et savoir-faire et mettaient à profit l'hiver pour fabriquer des outils pour eux-mêmes ou pour la vente. Le père d'Eliphalet était forgeron et souhaitait se diversifier dans la fabrication de fusils.
Après avoir façonné un canon de fusil, il commença à concevoir un fusil à platine à silex. À l'automne, il participa à une compétition de tir, et, bien qu'ayant fini second, son fusil fait maison fit forte impression et il reçut un nombre important de commandes qui lui permirent de vivre de son nouveau métier d'armurier, du jour au lendemain. La croissance de la société fut dès lors très rapide.
- En 1828, la fabrication s'installa près d'Ilion, dans l'État de New York, site toujours en activité de nos jours.
- En 1865, Remington devint une société par actions, et commença à se diversifier en 1873 pour fabriquer des machines à écrire. Cette dernière activité fut cédée en 1886, pour devenir Remington Rand alors que la partie fusil prit le nom de Remington Arms Company.
- En 1888, Remington est rachetée par Marcus Hartley and Partners, une chaîne de matériel sportif qui détient aussi la Union Metallic Cartridge Company située à Bridgeport dans le Connecticut. Ce site devint par la suite l'usine de fabrication de munitions de Remington.

L'entreprise connait une croissance importante durant cette période, avec notamment des utilisations dans des conflits lors de la guerre de Sécession, en Amérique latine (un fusil Remington est notamment représenté sur le drapeau du Guatemala, comme plus tard l'AK-47 sur le drapeau du Mozambique) ou en Afrique (par exemple sous Yohannès IV d'Éthiopie ou lors de la première Guerre des Boers)
- En 1912, les deux sociétés Remington et Union Metallic Cartridge sont fusionnées sous le nom Remington UMC en 1912. Remington produit toujours des munitions sous la marque U.M.C..
- En 1915, l'usine d'Ilion est agrandie pour acquérir une taille sensiblement identique à celle actuelle.

Durant la Première Guerre mondiale, Remington était lié contractuellement à plusieurs puissances alliées pour la production de différents modèles : 
- M1916 Berthier pour la France,
- Pattern 1914 Enfield pour le Royaume-Uni,
- Mosin-Nagant pour la Russie impériale.

La production de Remington s'est accrue avec l'intensification des combats. Remington a participé aux efforts de guerre lorsque les États-Unis sont entrés en guerre, avec notamment le développement du M1917 Enfield, version simplifiée du Pattern 1914.

### Une entreprise fragilisée
La fin de la guerre a eu un impact radical pour Remington. La révolution russe grève les finances de Remington. Le paiement d'énormes commandes d'armes et de munitions est repoussé dans un premier temps sous le prétexte de défauts de fabrication sous le gouvernement impérial. Le contrat est finalement résilié par les Bolchéviques et les sommes resteront impayées, seule l'intervention du gouvernement américain permettra de sauver Remington de la banqueroute.
Afin de soutenir son activité déclinante avec la fin des combats, la société se réoriente alors de façon significative vers les armes de chasse. Durant la Grande Dépression, Remington est rachetée par le groupe DuPont, un des plus importants fabricants de poudre à canon de l'époque. Remington reprend son expansion et rachète notamment la Peters Cartridge Company ; ce qui explique qu'actuellement, un certain nombre de modèles Remington sont gravés avec les initiales R-P du nom Remington-Peters.

### Une multinationale de l'armement
En 1940, l'armée américaine, soucieuse de ses stocks, remet Remington à contribution pour un plan d'augmentation des capacités de production nationale. Cinq nouvelles usines appartenant au gouvernement américain sont construites et Remington y supervise la fabrication de ses produits, notamment du fusil Springfield M1903 :
- Denver Ordnance Plant à Lakewood (Colorado)
- Lowell Ordnance Plant à Lowell (Massachusetts)
- Lake City Ordnance Plant à Independence (Missouri)
- Kings Mill Ordnance Plant à Kings Mill (Ohio)
- Utah Ordnance Plant à Salt Lake City (Utah).

La société maintient depuis l'après-guerre sa position parmi les plus grands fabricants d'armes à feu et équipe de nos jours de nombreux pays. L'OTAN, le Rapid Action Battalion du Bangladesh, l'Armée suisse ; et en France, le RAID, le GIGN et les GIPN figurent parmi les clients de Remington.
En juin 2007, le fonds Cerberus Capital Management, rachète Remington Arms, pour 370 millions de dollars, incluant un passif de 252 millions dû à l'absence de bénéfices depuis 2003.
En juin 2010, Colt a perdu les droits exclusifs sur les brevets du Colt M4 ; toutes les firmes peuvent en fabriquer maintenant. Remington Arms décroche ainsi en 2012 un premier contrat pour la fourniture de 24 000 M4A1 pour 83 924 089 dollars américains.
En 2017, l'entreprise emploie environ 3000 personnes et réalise un chiffre d'affaires de près de 600 millions de dollars. Elle est néanmoins en crise du fait notamment d'une série d'acquisitions
.
Le 26 mars 2018, à la suite d'une dette grandissante et d'une baisse des ventes, elle se place sous l'article 11 des faillites.
En octobre 2020, Vista Outdoor reprend pour 81 millions de dollars l'activité de munitions de Remington Arms, qui est alors placé sous le régime de protection contre les faillites pour la deuxième fois en 2 ans.

## Quelques modèles Remington
Remington Arms produit toujours son modèle original, le Remington New Army Model 1858, calibre .44, qui détient le record d'ancienneté des produits actuellement fabriqués aux États-Unis.

### Actuels
ACR ou Adaptive Combat Rifle (en association avec Magpul et Bushmaster)

#### Carabines
- Remington 700
- Remington Bravo 51
- Remington 742
- Remington 7400
- Remington 7600

### Modèles historiques

#### Fusils
- Remington Rolling Block[7]
- Springfield M1903
- Mosin-Nagant, modèle 1891
- M1916 Berthier, comme contractant de l'armée française
- Pattern 1914 Enfield pour la British Army
- Remington M11
- Remington 870

#### Pistolets
- Remington 1865/1867/1871
- Derringers (Zig-zag derringer, double Deringer rimfire)

#### Revolvers
- Remington 1875 SA Army
- Remington New Army/Navy Revolver

### Munitions
- 6 mm Remington
- .22-250 Rem
- .44 Magnum
- .223 Remington, utilisée notamment pour les M16 de l'armée américaine.
- 7mm-08 Remington
- 7 mm Remington Magnum